# أم حارتين الغربية
أم حارتين الغربية بلدة تتبع إدارياً لناحية حديدة في منطقة تلكلخ في محافظة حمص في سورية. بلغ عدد سكان البلدة 2400 نسمة حسب تعداد 2004.
تقع في منتصف الطرف الشرقي لسهل البقيعة الخصيب شرق مدينة تلكلخ، مركزاً زراعياً هاماً، وقد ارتبط اسمها كثيرا بهذا السهل الذي يعد العلامة المميزة لها عن غيرها من القرى التي تحمل ذات الاسم.

## حارات البلدة

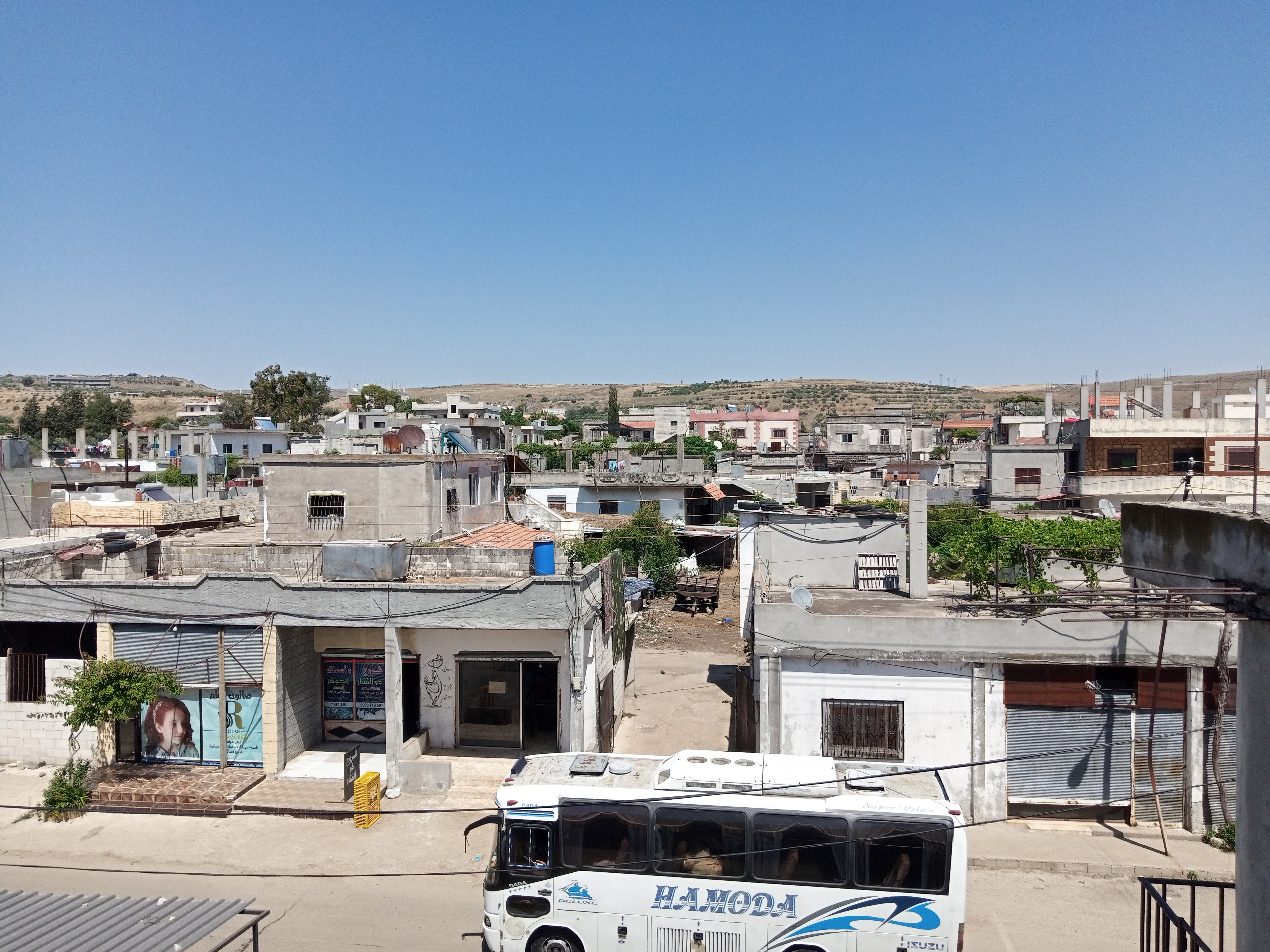

- الحي الشمالي(المحاجير)
- الحي الجنوبي(جورة العين)
- الحي الجنوبي الشرقي (المنصورية)
- مركز البلدة